# قانون الطاقة الذرية لعام 1954

الختم العظيم للولايات المتحدة

قانون الطاقة الذرية لعام 1954 هو قانون اتحادي للولايات المتحدة الأمريكية، وفقًا للجنة التنظيمية النووية، «القانون الأمريكي الأساسي بشأن الاستخدامات المدنية والعسكرية للمواد النووية».

## الأهمية
يغطي قانون الطاقة الذرية لعام 1954 قوانين تطوير وتنظيم والتخلص من المواد والمرافق النووية في الولايات المتحدة.

## نبذة
لقد كان تعديلاً لقانون الطاقة الذرية لعام 1946 وصقل بعض جوانب القانون بشكل كبير، بما في ذلك زيادة الدعم لإمكانية وجود صناعة نووية مدنية.
جدير بالملاحظة أنه سمح للحكومة بالسماح للشركات الخاصة بالحصول على معلومات تقنية (البيانات المقيدة) حول إنتاج الطاقة النووية وإنتاج المواد الانشطارية، مما يسمح بمزيد من تبادل المعلومات مع الدول الأجنبية كجزء من ذرات الرئيس دوايت آيزنهاور لـ برنامج السلام، وعكس بعض الأحكام في قانون عام 1946 والتي جعلت من المستحيل عمليات براءات الاختراع لتوليد الطاقة النووية أو المواد الانشطارية.

## المصادقة
تمت المصادقة على القانون رقم 9757 من قبل الدورة الثالثة والثمانين للكونجرس الأمريكي وتم التوقيع عليه قانونًا من قبل الرئيس دوايت أيزنهاور في 30 أغسطس 1954.

## أنظر أيضًا
- مشروع كاندور